# Johann Melchior Kohlmann
Johann Melchior Kohlmann (* 21. Januar 1795 Bremen; † 16. Dezember 1864 in Horn) war ein deutscher evangelischer Pastor und Theologe.

## Biografie
Kohlmann war der Sohn  von Johann Kohlmann, Küster und Lehrer an der Michaelisschule in Bremen. Er besuchte von 1805 bis 1807 das Paedagogeum in Bremen. Schon als Junge half er seinem Vater beim Unterrichten. 1812 absolvierte er die Gelehrtenschule in Bremen. Er studierte von 1815 bis 1818 Theologie an der Universität Tübingen.
1818 begann er sein Berufsleben als Hilfsprediger an der Evangelischen Kirche Wasserhorst im Blockland. Bald darauf übernahm er die Pfarrstelle in Mittelsbüren und an der dort angeschlossenen Grambker Kirche. 1829 wurde er Pfarrer in Horn an der Horner Kirche, wo er bis zu seinem Tode blieb.
Kohlmann war verheiratet und hatte in der zweiten Ehe zwei Kinder, darunter Philipp Kohlmann, deutscher Altphilologe und Gymnasiallehrer. Sein Grab ist auf dem Horner Friedhof.
Ehrungen
- Die Kohlmannstraße in Bremen-Horn-Lehe, Ortsteil Horn, wurde nach ihm benannt.

## Werke
Kohlmann veröffentlichte einige wichtige Werke zur Bremer Kirchengeschichte, darunter u. a.
- Urkundliche Mitteilungen über die ehemaligen Kollegiatsstifter St. Ansgarii und St. Wilhadi und Stephani, 1844. (Digitalisat)
- Denkwürdigkeiten aus der Geschichte der Pfarre Seehausen, 1846. (Digitalisat)
- Kriegesmuth und Siegesfreude der Protestantischen Stadt Bremen im Jahre 1547, oder: Andenken an die Belagerung Bremens, und die Schlacht bei Drackenburg, 1847.
- Welche Bekenntnisschriften haben in der Bremischen, später Reformirten Kirche Geltung gehabt?, 1852.
- Zwölf Bände mit Manuskripten Kohlmanns gingen an die Bremer Stadtbibliothek.